# Wilhelm Timmermann
Wilhelm Timmermann (* 13. Februar 1902 in Rissen; † 31. August 1979 in Hamburg) war ein deutscher Jurist und Kommunalpolitiker der NSDAP und von 1937 bis 1940 Oberbürgermeister der Stadt Schwerin.

## Leben
Er ging nach der Schulausbildung zum Studium der Rechts- und Staatswissenschaften und promovierte zum Dr. jur. Zum 1. Dezember 1929 trat er der NSDAP bei und wurde 1932 zum Bürgermeister der Stadt Dömitz gewählt.
1933 wurde Timmermann Beauftragter des Mecklenburg-Schweriner Landeskirchenführers Walther Schultz und war speziell für Schlichtungsfragen zuständig.
Als Oberregierungsrat war er anschließend im Freistaat Braunschweig tätig.
Am 1. Juli 1937 wurde er für zwölf Jahre zum Oberbürgermeister von Schwerin ernannt. Während seiner Amtszeit wurden bei den Novemberpogromen 1938 jüdische Geschäfte und die Synagoge verwüstet. Letztere wurde kurz darauf abgerissen. 2008 wurde an derselben Stelle ein Neubau eingeweiht.
Unmittelbar nach Ausbruch des Zweiten Weltkrieges wurde Timmermann 1939 zum aktiven Wehrdienst bei der Wehrmacht einberufen. Ernst Barten vertrat ihn kommissarisch und übernahm im Juli 1940 dieses Amt.
Timmermann war außerdem Mitglied mehrerer Aufsichts- und Verwaltungsräte.

## Publikationen
- (mit Hermann Otto, Thilo Schmidt, Gustav Rubach, Karl Scharnweber, Fritz Montag und Hermann Frehse): Dömitz die alte Festungsstadt. Stadt Dömitz, 1933.
- Schwerin. In: Richard Crull: Mecklenburg. Werden und Sein eines Gaues. Velhagen & Klasing, 1938, S. 344–357.